# Bławatków
Bławatków – przysiółek wsi Lesica w Polsce położona w województwie świętokrzyskim, w powiecie kieleckim, w gminie Piekoszów.
W latach 1975–1998 przysiółek administracyjnie należał do województwa kieleckiego.